# Erik Bánki
Erik Bánki (ur. 26 maja 1970 w Szekszárdzie) – węgierski polityk, długoletni poseł do Zgromadzenia Narodowego, eurodeputowany VII kadencji.

## Życiorys
W 1988 ukończył szkołę średnią w Mohaczu, kształcił się następnie na policealnych kursach handlu zagranicznego. Pracował w prywatnych przedsiębiorstwach, obejmując kierownicze funkcje w spółkach prawa handlowego. Od 1987 do 1992 uprawiał piłkę nożną, grając w węgierskiej trzeciej lidze. W późniejszych latach zajął się działalnością w organizacjach tenisa.
W 1989 został członkiem Fideszu, w 1990 współorganizował lokalne struktury w Mohaczu, którymi kierował do końca lat 90. W 1992 po raz pierwszy wszedł w skład władz krajowych partii, w 1998 stanął na czele Fideszu w komitacie Baranya. Od 1990 działał w samorządzie miejskim, w latach 1994–1998 wchodził w skład rady regionalnej. W 1998 po raz pierwszy wybrano go na posła do Zgromadzenia Narodowego, reelekcję uzyskiwał w 2002, 2006 i 2010.
W 2012 zrezygnował z mandatu poselskiego, przechodząc do pracy w Parlamencie Europejskim, w którym zastąpił Jánosa Ádera. W PE VII kadencji przystąpił do grupy Europejskiej Partii Ludowej. W 2014 po raz kolejny został wybrany do krajowego parlamentu, w związku z czym odszedł z PE. W wyborach w 2018 i 2022 utrzymywał mandat poselski na kolejne kadencje.
Erik Bánki jest żonaty, ma jedno dziecko.